# 林和平 (编剧)
林和平（1952年—），辽宁省丹东凤城市人，中国作家及编剧，中国作家协会会员，中国电视艺术家协会会员。

## 生平
1971年进入凤城市剧团学习表演，1979年学习文学创作，1986年毕业于辽宁文学院文学系（辽宁师范大学文学院前身）。著名编剧作品有《牵挂》、《朋友一场》、《人活一张脸》、《勋章》等。林和平凭著作《乡邻乡亲乡人》获全国少数民族文学骏马奖。
中国电视剧演员林家川为其儿子。